# Шу Шу
„Шу Шу“ (на английски: Xiu Xiu) е американска експериментална пост-пънк група, произхождаща от Сан Хосе, щата Калифорния.
Тя е отрок на певеца и поет Джейми Стюарт, който е единственият ѝ постоянен участник от времето, когато е основана. Към 2009 г. в състава е и Анджела Сеу. Името на групата е използвано от китайски филм „Шу Шу: Момичето, изпратено надолу“ от 1998 г.

## Сформиране
Групата се заражда след разпадането на бившия проект на Джейми Стюарт, Тен Ин Дъ Суеар Джар. Стюарт и Кори Маккълъг продължават делото на старата група, и към тях се включват Ивон Шен и Лорън Ендрюс. Звученето на групата се характеризира с начина, по който местни инструменти и програмирани барабани са предпочетени пред традиционните рок инструменти: хармониум, мандолина, медни камбани, гонгове, клавирни инструменти и хибрид между мексиканска китара и виолончело като басов инструмент. Името е взето от филма „Шу Шу: Момичето, изпратено надолу“. Според описанието на Стюарт, идеята във филма е да не се постига компромис – т.е., лоши неща се случват на главната героиня из целия филм, и накрая тя умира. Групата формира първите си парчета с цел да съчетае „загнилата действителност“, залегнала във филма; „понякога животът завършва с най-лошия възможен сценарий“. Стюарт казва, че Fast Car на Трейси Чапман, която Шу Шу кавърират, споделя подобна тематика. Той по-късно добавя, че групата е продукт на сан-хосеевските радиостанции, които пускат хаус, хай-Ен Ер Джи, фрийстайл, и техно, които Стюарт намира за непретенциозни, ясни, сърцераздирателно, чисти и гравитиращи относно изтанцуването на миналата тъга. Той казва, че пише първата си песен за групата след като излиза от сан-хосеевски танцов клуб, когато е сам на една коледна нощ: „Шу Шу дойде от чувството за глупост и самотност, и желанието да го изтанцува навън, но същевременно иползвайки клуба и неговата музика, за да придадат по-голям мащаб на това глупаво и самотно чувство“.
В паузата между двата първи албума, Knife Play и A Promise, групата записва ий-пи-то Chapel of the Chimes, като Стюарт преживява „много истински лоши“ неща в личния си живот. Chapel of the Chimes е записан заедно с A Promise, но песните се различават според това, кое би паснало на албума и на ий-пи-то. Стюартовият глас е с преимущество в A Promise, тъй като той пее повече по това време. Те са с тенденцията да пишат песните си във времето, когато записват в студиото. По времето на A Promise Стюарт казва, че е повлиян от геймлан и японската и корейската фолклорна музика, и слушат съвременна класическа и „гей танцова музика“.
През 2003 г. Стюарт казва пред Пичфорк, че групата има качествено по-различни концертни изяви, в сравнение със студийния материал. Според него, това е така поради техническите ограничения по отношение на репродуцирането на вече записан материал. На концертите си, бандата увеличава интензитета на шумните си рок парчета, макар че Стюарт казва, че каталогът им е наполовина „по-шумни, по-денсови неща“ и наполовина „наистина тихички неща“. Той казва, че второто е в противоречие с естеството на местата, на които свирят.
Тонът, който Fabulous Muscles задава през 2004 г., е отражение на „невероятно, невероятно насилнически, невероятно премазващи и трудни за приемане“ низ от събития в живота на Стюарт. Той описва текстовете си като „в никакъв случай недействителни“. Той казва, че песните на Шу Шу са базирани на 5 теми: семейство, политика, секс, любов и състояние на липса на любов, и самоубийство, и връзките между тези гнезда от идеи.
Пичфорк казва за албума от 2005 г. La Forêt, че е „по-малко режещ, повече елегантен“ в сравнение с предишните издания, както и по-фин от Fabulous Muscles, макар че тонът на албума отразява опита на Стюарт да възприеме събитията от предходни години, което той усеща като „по-скоро по-трудно“. Той обявява, че албумът „се отнася за размисъл и оттегленост, както и постигането на някакъв вид заричане“.
На интервю за Еър Форс през 2006 г., Стюарт казва, че годината е „една от първите, които подминават знака на личните трагедии“.
През 2006 г. издават The Air Force чрез Файв Ру Кристин. Той е продуциран от Грег Соние. Стюарт казва, че албумът „кара другите хора да се чувстват зле“, а не той самият да се чувства зле. Основните идеи в албума са „вината и секса, съпоставени с тъгата и секса“. Стюарт казва, че това е неговият най-добър и най-искрено поп албум, който е правил. Той казва, че групата е покорена по време на турнетата си от Blue Album на Уийзър и The Queen Is Dead на Смитс, макар че албумът не е пряко отражение на тези две плочи. Макелрой пее на новия албум.
Горе-долу по това време, те правят планове за ий-пи, което да е сбирка от кавъри на фигури като Нина Симоне (He Needs Me), Оркестрал Манувърс Ин Дъ Дарк (Joan of Arc), и песни на Алекс Чилтън, Нидъл и Елиът Смит. Стюарт казва, че е обмислял да направи албум с дуети, но неговите потенциални партньори не проявявали интерес.

## Оценка на критиката
Дейвид Еспиноза от Метро Силикън Вали оприличава Стюарт като изследовател, търсещ нови територии на звученето през 2001 г., когато стартира Шу Шу. Той сравнява гласа на Стюарт с комбинация от крехкостта на Робърт Смит и гнева на Трент Резнър от епохата на Даунуърд Спайръл, и отбелязва неговите умишлени и обмислени избори да развие тона на групата съобразно разнопосочните капризи на отделните инструменти.
Брендън Стоусю от Пичфорк отбелязва „константната поетична и романтична красота“, стояща зад „насилието“ в текстовете на Стюарт. Той пише, че групата разпалва такова идолопоклонничество, че тийнеджърки молят Стюарт за автограф.

## История
Шу Шу правят поредица от турнета с материал от Knife Play и ий-пи-то Chapel of the Chimes през 2001 – 2002 г., като съвместяват мелодия и какофония със силна вяра в перкусионните и медни инструментации.
След 2002 г. групата орязва числеността си, тъй като Ивон Шен напуска с цел да се посвети на веганския си бутик Оцу и самоиздатното списание Зум, а Кори Маккълъг преустановява турнетата, за да се заеме с продуцирането на следващите дългосвирещи плочи на групата. Лична трагедия поразява Шу Шу, тъй като бащата на Стюарт, музиканта и музикалния продуцент Майкъл Стюарт, е намерен мъртъв след очевидно самоубийство. Стюарт се опитва да се справи с тези загуби и записва следшественника на Knife Play, A Promise (2003 г.).
Не преставайки да се фокусира върху личния живот на Джейми Стюарт, което е валидно по-рано, в Knife Play, A Promise е концептуален албум, поглеждащ към вътрешното отчаяние. Състоящ се от 10 песни, албумът е ориентиран към известна акустустичност по отношение на представянето, а не толкова към шумните медни и перкусионни инструменти, които заработват същността на Knife Play. Плочата, обаче, не заобикаля формулираното програмиране, за което Стюарт и Маккълък получават уважението на фенове и критици.
По това време Стюарт записва Fag Patrol, колекция от стари записи, както и песни-кавъри на Смитс и бившата му група с Маккълък, Тен Ин Дъ Суеър Джар. Издаден като ръчно изработен компактдиск от Фрий Порсупайн Съсайъти на Роб Фиск и Кели Гудефиск, Fag Patrol е с ограничен тираж – едва няколкостотин копия. През пролетта на 2004 г., Стюарт и Маккълък записват най-лесния за асимилиране, според много от феновете, албум. Това е Fabulous Muscles. Той е по-приятелски настроен към поп музиката в сравнение с предшествениците си, и избутва Шу Шу към нови висоти по отношение на популярност. Това се случва главно поради сингъла I Luv the Valley OH!.
Лорън Ендрюс напуска през 2003 г., за да се заеме с училищни дейности, и Стюарт кани на сцената своята „отдавна загубила се“ братовчедка, Каралий Макелрой, през 2004 г. Двамата правят нестихващи турнета през тази година. Те издават не само третата плоча, но също и споделят аудио място с Дис Сонг Ис А Мес Бът Соу Ем Ай, както и с Бънкбед, заедно със сингъла Fleshettes, в което е представен вариант на песента Helsabot на Макелрой, тогава част от Тен Ин Дъ Суеър Джар.